# Дом-музей Гёте (Веймар)
Дом-музей Гёте в Веймаре (нем. Goethe-Hausmuseum in Weimar) — дом-музей в Веймаре, экспозиция размещается в доме на площади Фрауэнплан, в котором Иоганн Вольфганг Гёте прожил 47 лет.

## История

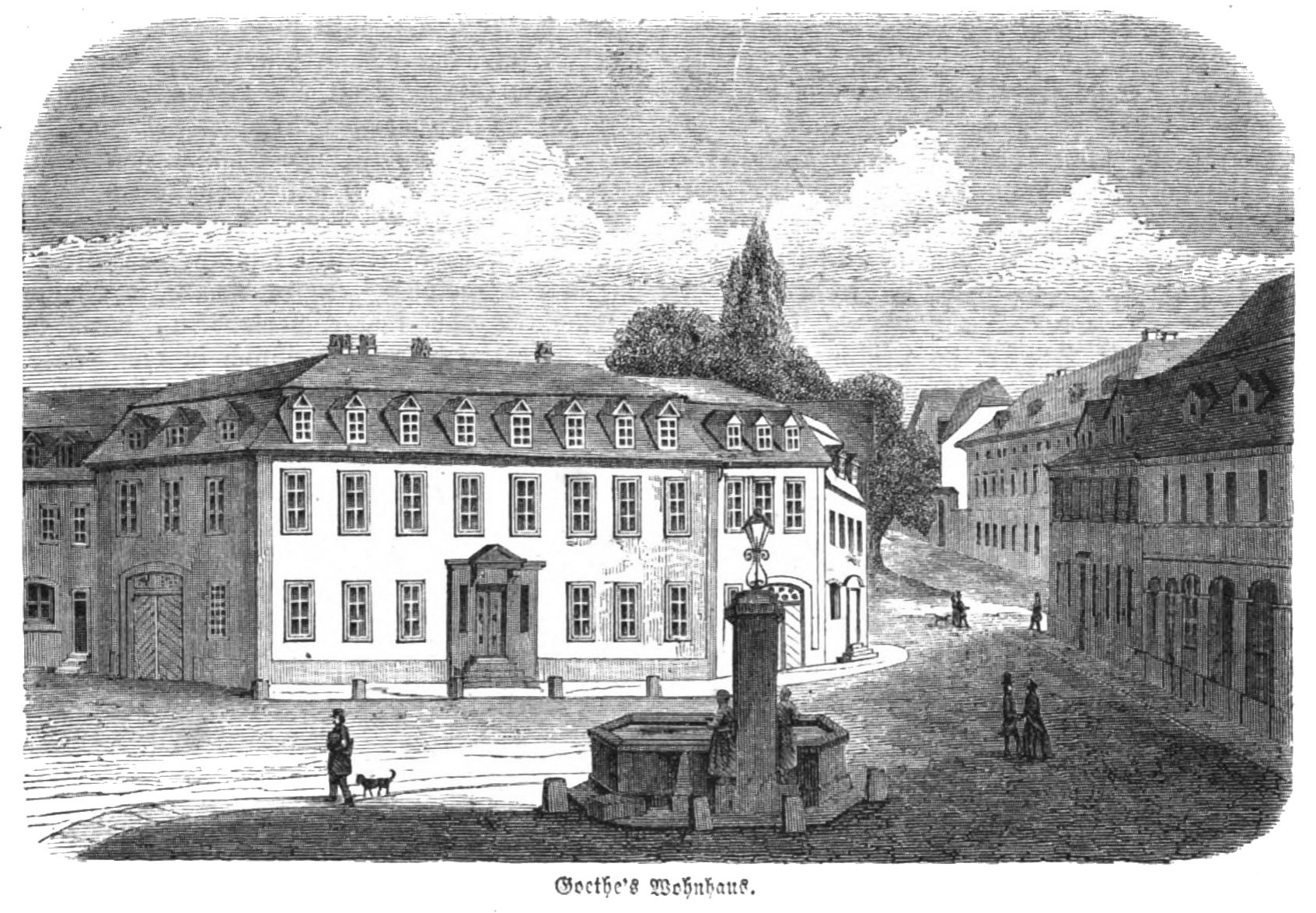
Дом Гёте в Веймаре (1856)

В 1794 году веймарский герцог Карл Август вручил Гёте дарственную купчую на особняк полкового врача доктора Хельмерсхаузена, у которого Гёте несколько лет снимал квартиру. В 1817 году в доме была расширена мансарда. Здесь жил сын поэта Август фон Гёте после женитьбы на Оттилии Погвиш. Для домашнего хозяйства, которым занималась жена Гёте Кристиана, был отведён цокольный этаж. В доме росли трое внуков Гёте: Вальтер, Вольфганг и Альма.

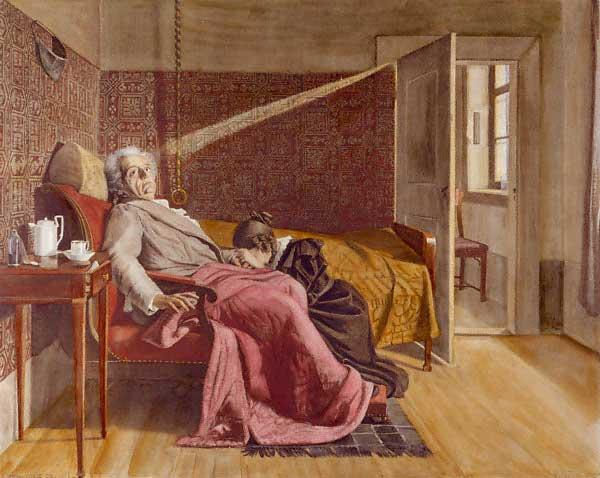
Гёте скончался 22 марта 1832 года, сидя в своём кресле. Его невестка Оттилия оплакивает его — картина Фрица Флейшера (1900)

В 1794 году Гёте перестроил и обустроил дом по своим планам, руководствуясь принципом: Высочайшая функциональность в сочетании с прекрасным (нем. «Höchste Nützlichkeit im Schönen»). Для интерьера каждой из комнат Гёте выбрал свой особый цвет стен, чтобы окраска наиболее точно отвечала назначению помещения. Поэт был автором так называемого «учения о цвете», которому он следовал. Так, цвет стен в Жёлтом зале — столовой для гостей — по мнению Гёте, «… радует глаз, облегчает душу и излучает тепло». За Жёлтым залом находится комната Юноны, или Синий зал — по цвету обоев. Комната украшена копией мраморного бюста супруги Юпитера, древнеримской богини, покровительницы женщин и брака. В комнате Юноны поэт принимал гостей, среди них — своих знаменитых современников. Здесь бывали учёный Александр фон Гумбольдт, философы Гегель, Фихте и Шеллинг, собиратель сказок Вильгельм Гримм, польский поэт Адам Мицкевич, русский писатель В. А. Жуковский, молодой Генрих Гейне, австрийский драматург Франц Грильпарцер и др. Комната использовалась также как музыкальный салон, в котором Гёте слушал игру польской пианистки Марии Шимановской, юной Клары Вик (Шуман), молодого Феликса Мендельсона. Над роялем висит копия римской картины «Альдобрандинская свадьба», изображающая античные свадебные обряды, а также портрет музыканта и композитора Фридриха Цельтера, друга Гёте. Рядом с комнатой Юноны находится комната Урбино, названная в честь герцога фон Урбино, портрет которого украшает помещение. Здесь висит также «Портрет мальчика» (1540). В комнате Урбино уединялись от шумного общества молодые люди для непринуждённой беседы. Рабочий кабинет Гёте был обставлен по-спартански. Сюда могли входить только члены семьи, ближайшие друзья и Петер Экерман, личный секретарь Гёте с 1823 года, которому поэт однажды сказал, что это «цыганское, порядочно-беспорядочное помещение» как раз то, что даёт его внутреннему миру полную свободу творчества. Приборы и инструменты в кабинете свидетельствуют о его разносторонних изысканиях в области геологии, естествознания и других наук. В этом кабинете были созданы такие произведения, как «Поэзия и правда», «Годы учения Вильгельма Мейстера», «Избирательное сродство», «Западно-восточный диван», окончен «Фауст». Библиотека Гёте, расположенная рядом с кабинетом, насчитывает около 6500 томов.
Почти всё убранство помещений в доме-музее подлинное, хранившееся после смерти поэта его родственниками, с 1885 года — государством. В так называемой «большой комнате» на стене висит ковёр ручной работы XVI века — семейная реликвия: стоя на нём венчались родители Гёте, на этом ковре стояла купель, в которой крестили будущего поэта, а 26 марта 1832 года стоял гроб с телом Гёте во время траурной церемонии прощания. В большом шкафу хранятся личные вещи поэта: его министерский мундир, цилиндр, пальто, в котором он совершал свои путешествия. В шкафах хранится часть минералогической коллекции Гёте. Сохранились напольные часы из родительского дома Гёте во Франкфурте-на-Майне. «Большая коллекционная комната» украшена портретом великого герцога Карла Августа в старости. Здесь хранятся античные, средневековые и времени Гёте произведения искусства, которые он собирал всю жизнь. Коллекция ценных керамических тарелок (102 экземпляра итальянской майолики) хранится в «комнате майолики». У Гёте была своя небольшая художественная галерея — так называемая «комната с барочным потолком», в которой он устраивал сменные выставки картин и рисунков немецких, нидерландских и итальянских мастеров. Здесь висит рисунок пером «Символическое изображение Реформации» (1524) — работа Петера Фишера Старшего.

## Галерея (экспозиция музея)

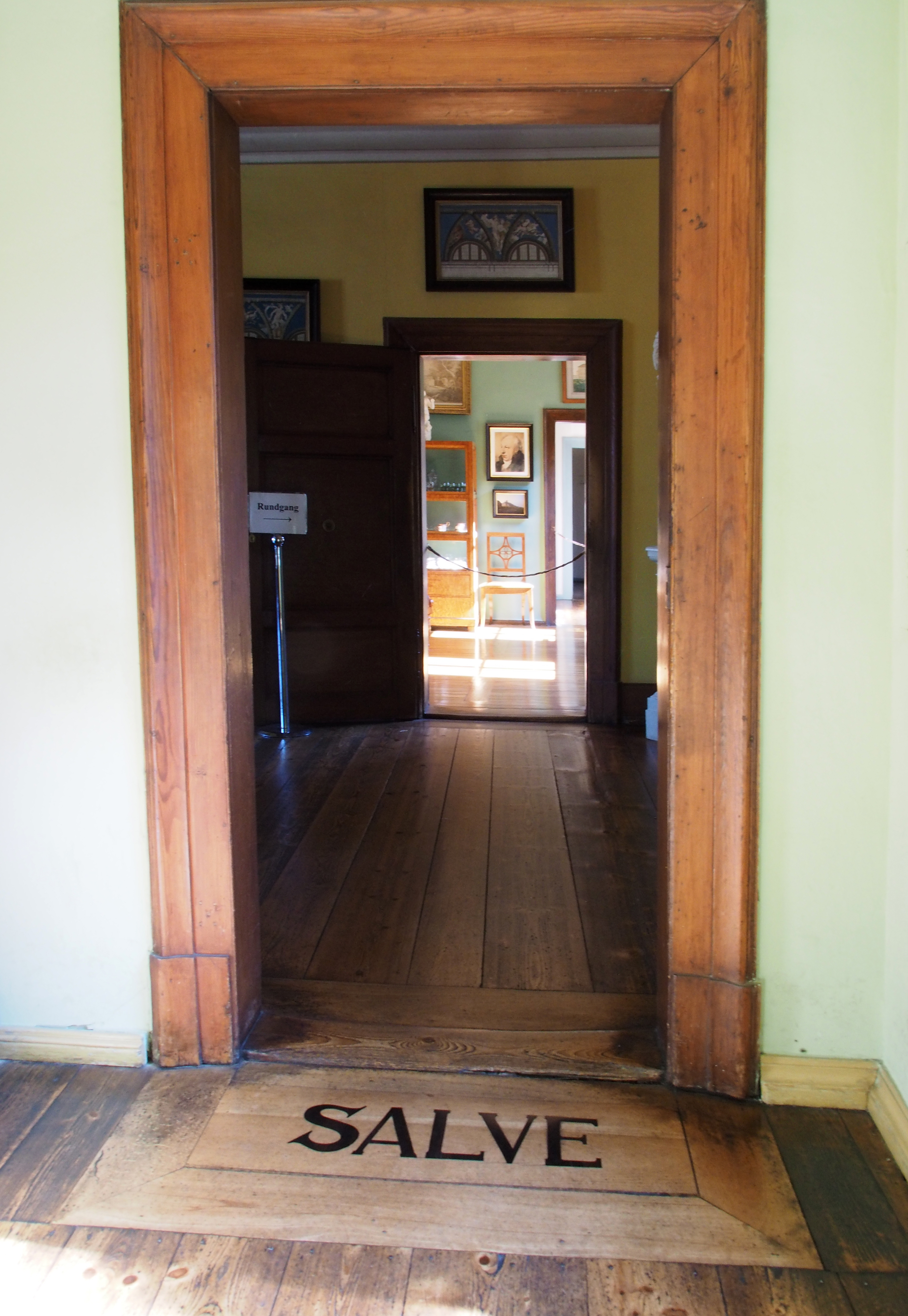
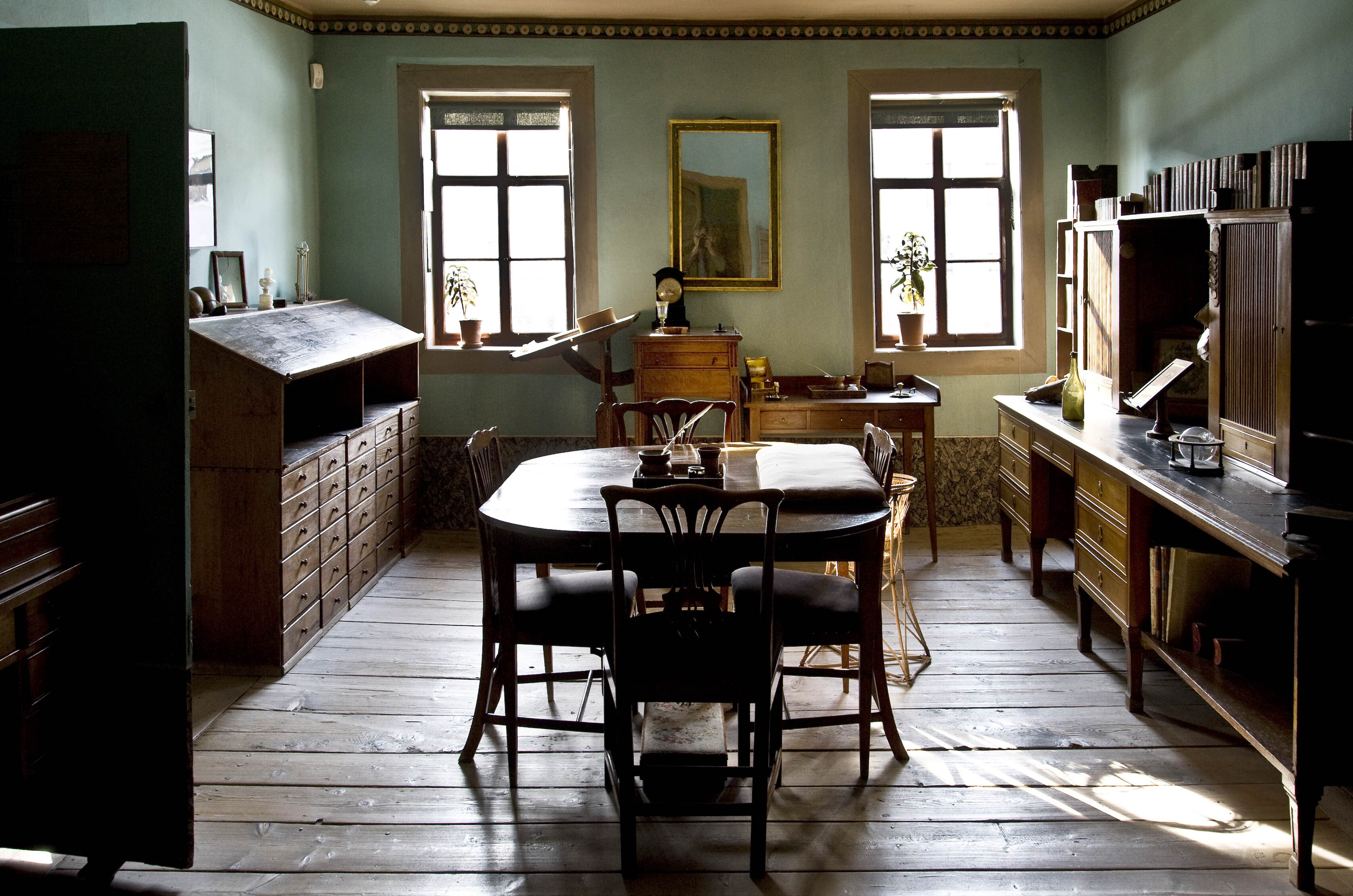
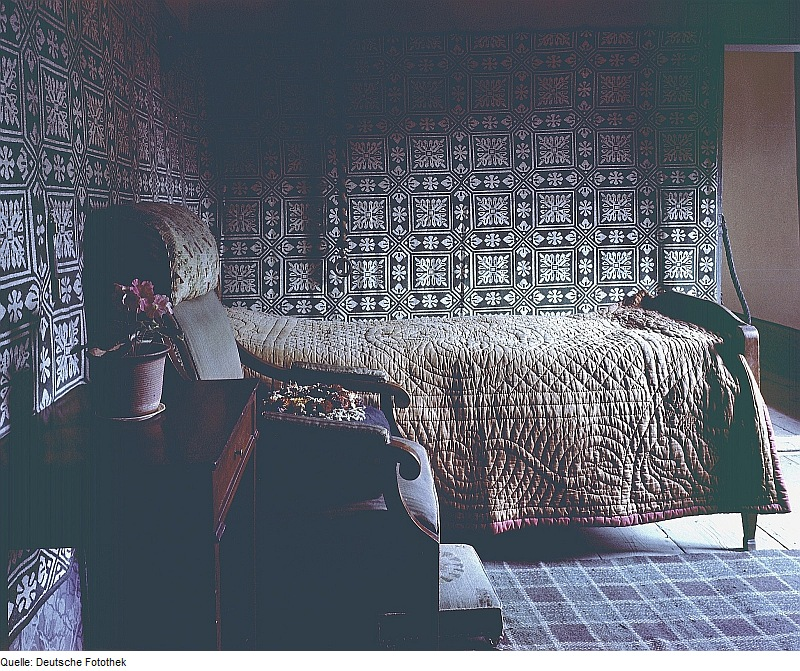
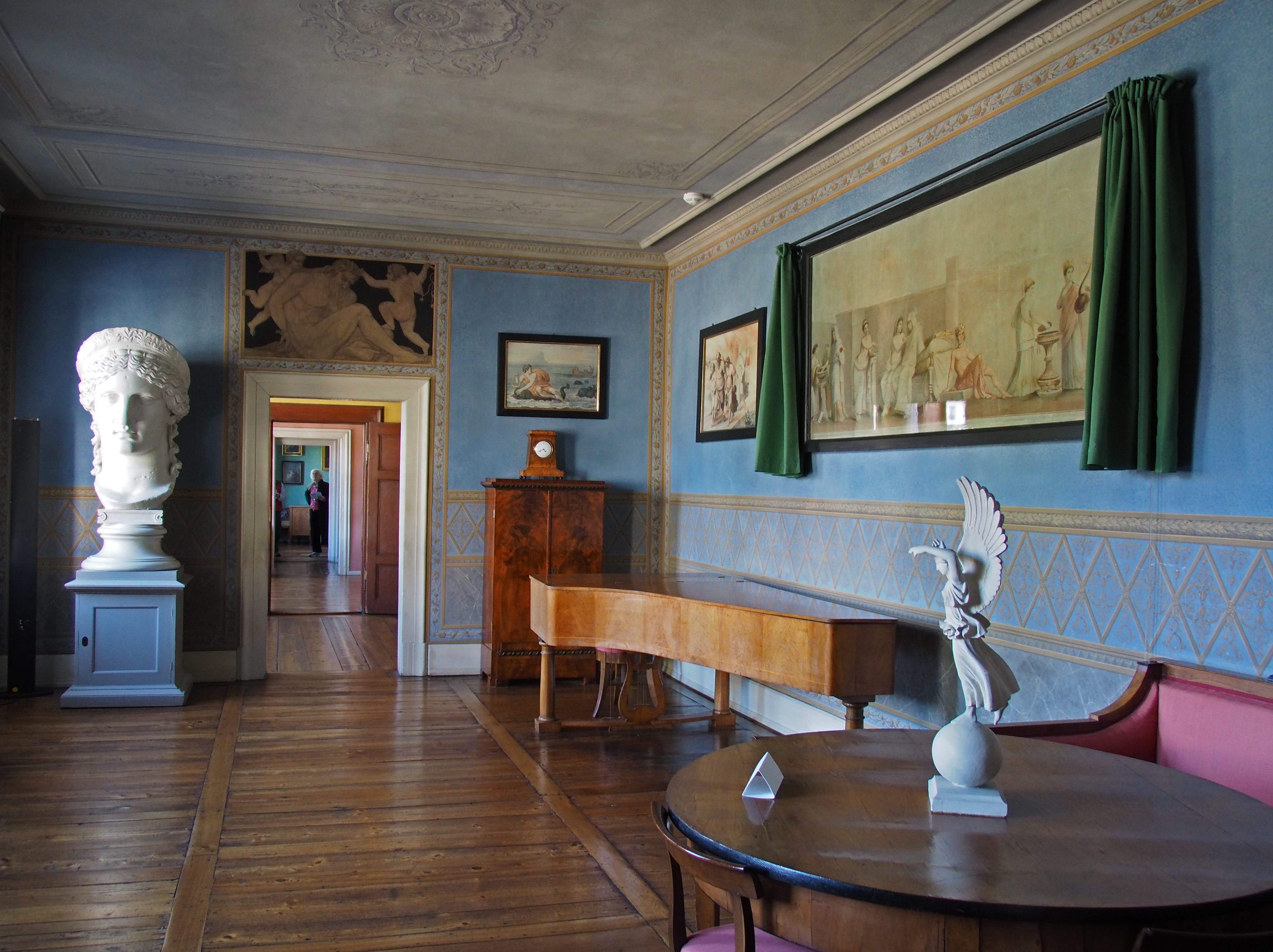
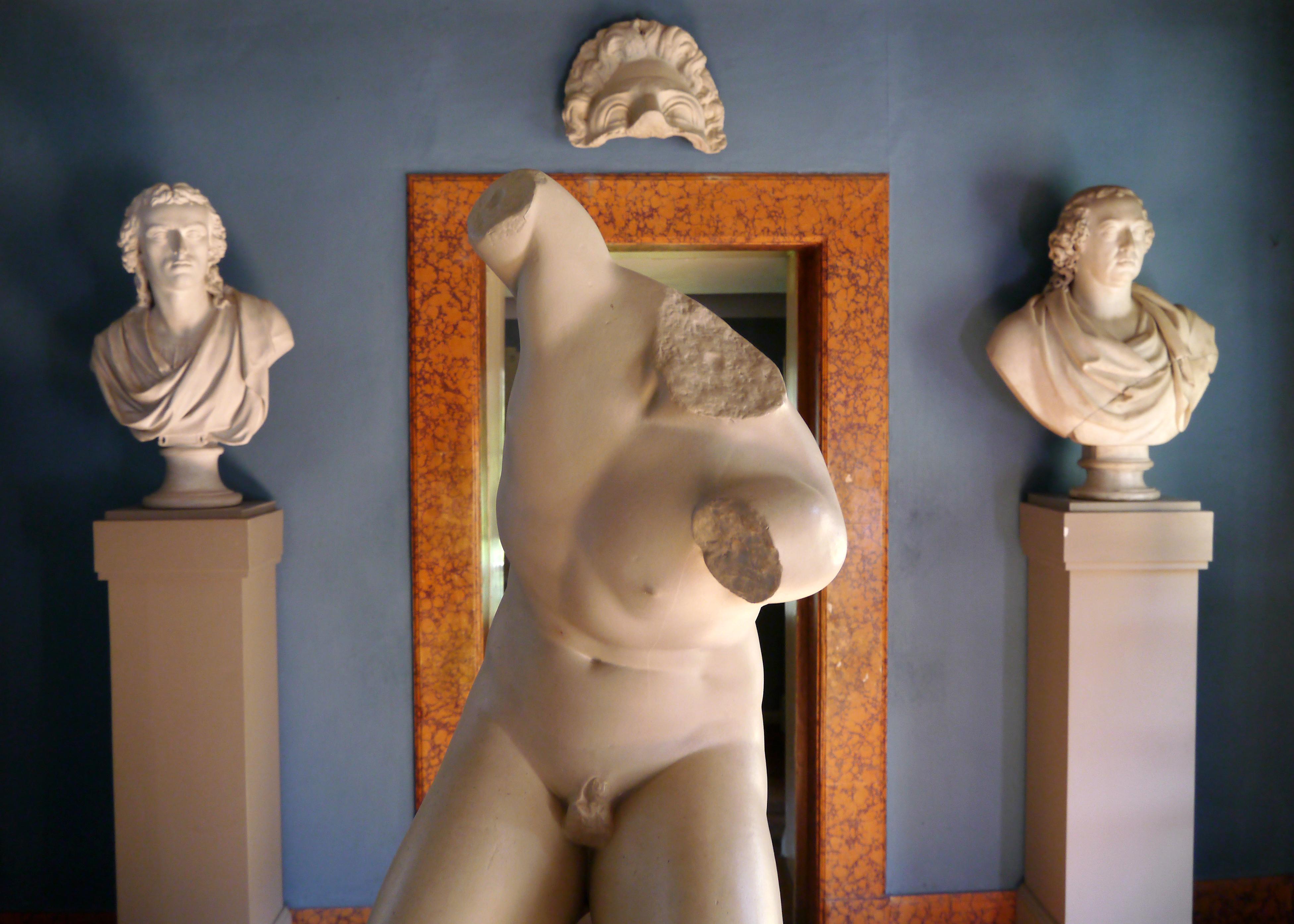
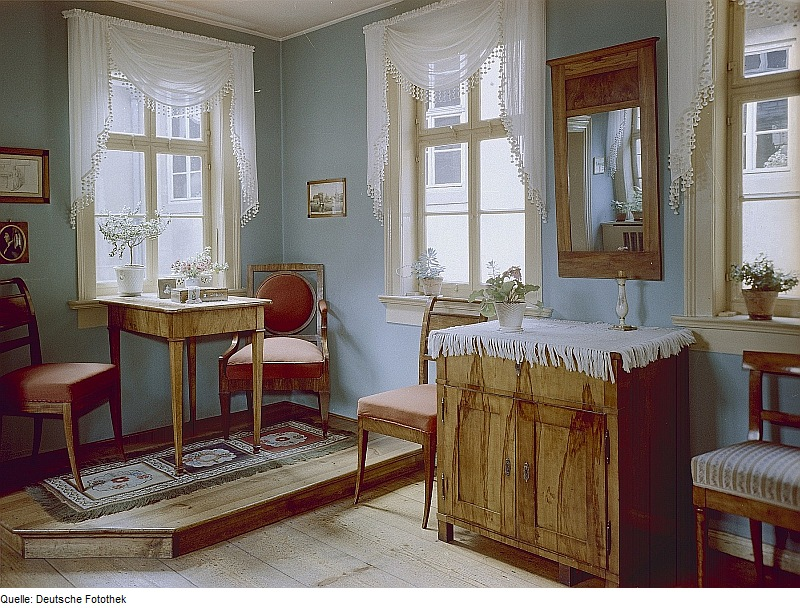
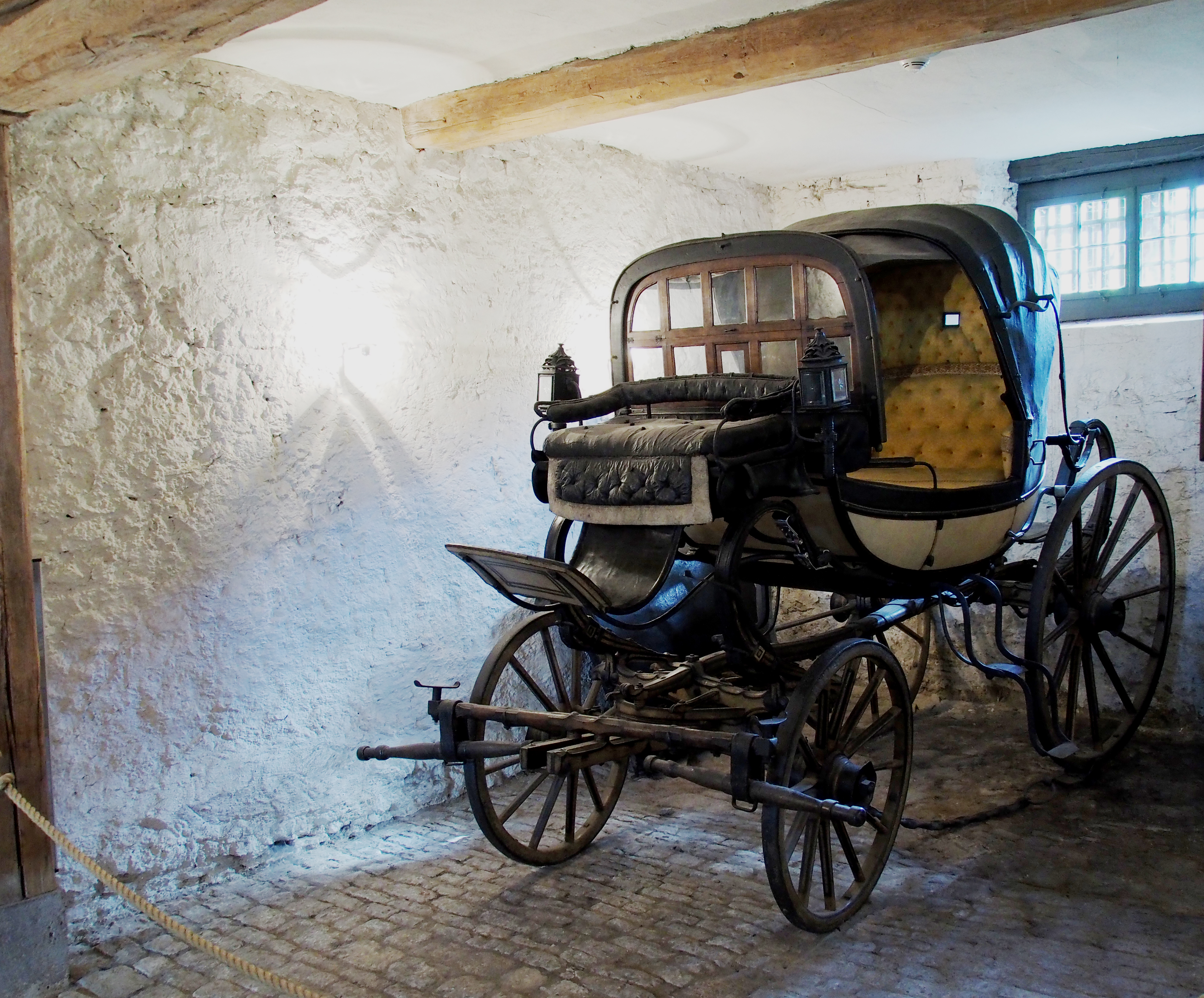